# André Sarrut (architecte)
Pour les articles homonymes, voir Sarrut.
André Sarrut, né à Béthune le 1er décembre 1901 et mort le 22 février 1973 à Paris, est un architecte français.

## Biographie

### Formation et débuts
Sarrut entre à l’École nationale supérieure des Beaux-Arts de Paris, où il est inscrit sous le matricule 8069. Élève des architectes Gaston Tréant et Gabriel Héraud, il est admis en 2e classe le 7 juillet 1923, puis en 1re classe le 19 juillet 1927. Il est diplômé le 13 novembre 1929 (143e promotion) avec un projet intitulé "Un Minck dans les Flandres", distingué par une médaille de bronze et retenu pour le Prix du Meilleur Diplôme 1930. En 1929, il devient membre de la S.A.D.G. (Société des Architectes Diplômés par le Gouvernement) et de la Grande Masse de l'École des Beaux-Arts.

### Carrière et réalisations
Installé à Dreux, il mène une carrière largement tournée vers l’architecture publique. Il est nommé architecte de la Ville et des Hôpitaux de Dreux de 1930 à 1965, et également architecte du département d’Eure-et-Loir. Il se distingue dès la fin des années 1920 en remportant le concours pour la construction du complexe sanatorial de Dreux . En 1930, il travaille avec Georges Beauniée, architecte municipal, à la construction de plusieurs équipements publics majeurs.
Il est fait chevalier de la Légion d'honneur le 5 juillet 1952 par un décret du ministère de la Reconstruction de Eugène Claudius-Petit, en vertu de son travail mené pour la reconstruction de la ville de La Loupe, bombardée durant la Seconde Guerre mondiale.
Sa nomination à l'ordre national de la Légion d'honneur est accompagnée de la citation suivante : « Monsieur Sarrut a accompli des travaux très importants dans l'Eure-et-Loir, tels que sanatoriums et préventoriums, écoles, groupes d'H.L.M. , silos. Il est l'auteur de la réfections de nombreuses églises et bâtiments communaux sinistrés ».

## Principales réalisations
- Complexe sanatorial des Bas-Buissons de Dreux (1928-1932), projet élaboré conjointement avec Georges Beauniée,  Labélisé ACR (2014),  Inscrit MH (2022)[3].
- Groupe scolaire Ferdinand-Buisson et cité-jardin des Rochelles de Dreux (1931-1936), projet élaboré conjointement avec Georges Beauniée,  Labélisé ACR (2016)[4],[5].
- Ensemble urbain de La Loupe (1947-1956), place de l'Hôtel de ville[5].
- École maternelle Léon Frapié de Dreux (1954).
- École Saint-Martin de Dreux (1956), 22 boulevard Louis Terrier[5].